# Groenland (Noorse kolonie)
Groenland was vanaf 1261 een kolonie van Noorwegen. Het begon toen Noorwegen het gebied in bovengenoemd jaar annexeerde en een handelsmonopolie afkondigde. Hierdoor konden Noorse handelaren vaker en zonder last van concurrentie handel drijven met het eiland. Op het hoogtepunt woonden er ongeveer 5000 mensen en waren er zo'n 500 boerderijen. Deze mensen woonden echter enkel in het zuiden van Groenland, verdeeld over de Oostelijke Nederzetting, de Middelste Nederzetting en de Westelijke Nederzetting, waardoor niet geheel Groenland als kolonie gezien kon worden. In het noorden van Groenland leefden de Paleo-Eskimo's van de Dorsetcultuur en later de Neo-Eskimo's van de Thulecultuur.

## Voorgeschiedenis
Vóór de Noorse machtsovername (die met instemming van de Groenlanders zelf geschiedde en overigens weinig effect had) bestuurden de bewoners zichzelf; Erik de Rode, vanaf 985 de stichter van de nederzettingen, was de hoofdman, en daarna bleef zijn nageslacht de leiding dragen. Rond het jaar 1000 werden de Groenlanders gekerstend in navolging van Noorwegen zelf. Met de Noorse inlijving in 1261 werd de koning van Noorwegen heerser over Groenland; de Groenlanders accepteerden soevereiniteit van de Noorse koning, maar behielden hun eigen wetten. Het IJslands Gemenebest waarmee contacten werden onderhouden werd spoedig daarna ook Noors bezit. Zowel de kerstening als het vrijwillig accepteren van de heerschappij van Noorwegen hadden een politieke achtergrond en waren gebaseerd op het feit dat de nederzettingen nauwelijks zelfvoorzienend waren. Bij aankomst was dit deel van Groenland onbewoond; de Groenlanders troffen wel ruïnes van huizen, fragmenten van boten, en stenen werktuigen, hoogstwaarschijnlijk achtergelaten door de Dorsetcultuur.

## Leven in de Noorse koloniën in Groenland
Er bestonden drie nederzettingen, waarvan de Oostelijke Nederzetting in het uiterste zuiden met ongeveer 4000 inwoners veruit de grootste was, en de Westelijke Nederzetting in het noordwesten ongeveer 1000 inwoners had. Enigszins noordwestelijk van de Oostelijke Nederzetting lag de Middelste Nederzetting met hooguit een paar honderd inwoners, en die vaak als onderdeel van de Oostelijke Nederzetting werd gezien. De Westelijke Nederzetting was door de noordelijke ligging kwetsbaarder, maar had als voordeel dat deze dicht bij de Nordrseta lag, het jachtterrein vanwaar op walrussen, ijsberen en giervalken werd gejaagd. 
De bewoners waren afhankelijk van de landbouw, de jacht op zeehonden en kariboe's, en veeteelt. Aan visvangst deden ze om onbekende reden niet (wellicht een voedseltaboe). De varkensfokkerij werd al na enkele jaren opgegeven omdat deze te veel voedsel nodig hadden dat ook aan koeien en geiten gevoerd kon worden die bovendien naast hun vlees ook melk gaven. Landbouw en veeteelt waren zeer moeizaam vanwege het korte groeiseizoen en de kwetsbare bodem. Slechts beperkte beschutte plekken waren geschikt voor landbouw en veeteelt. Hierdoor waren de verschillende boerderijen gedwongen samen te werken. Vanuit de Westelijke Nederzetting werd iedere zomer een jachtexpeditie naar meer noordelijk gelegen wateren bij het eiland Disko (de Nordrseta) georganiseerd om daar op walrussen en ijsberen te jagen. Verder werden de zomers benut voor het maken van hooi om het vee tijdens de lange winters te voeden, en voor het verbouwen van landbouwgewassen waar dat mogelijk was. Walrusivoor en ijsberenpels (soms zelfs levende ijsberen) waren een gewild Groenlands exportproduct. Groenlandse giervalken waren zo waardevol, dat 12 van deze vogels in 1396 aan de moslims werden betaald als losgeld voor de hertog van Bourgondië. Vanwege de zeer beperkte laadcapaciteit van de middeleeuwse schepen, die bovendien slechts zelden kwamen (soms zelfs maar eens in de paar jaar), moest zowel de import als export uit kleinere waardevolle voorwerpen bestaan. Vis, dat heden een van de belangrijkste Groenlandse exportproducten is, kwam daardoor niet als handelswaar in aanmerking (los van het feit dat de Groenlanders zelf geen vis vingen of aten en men ook niet van tevoren kon weten wanneer een schip zou komen terwijl vis erg bederfelijk is). De invoer bestond uit hout en ijzer, evenals teer als smeer- en houtconserveringsmiddel. Ook goederen voor de kerk (miskelken, priestergewaden etc.), kralen en knopen, honing voor het zoeten en zout voor het conserveren van levensmiddelen, behoorden tot de import.
De kolonie had een chronisch gebrek aan hout en daarmee ook aan ijzer doordat voor smederijen houtskool nodig is. Op Groenland groeiden echter vrijwel geen bomen, het hout van deze bomen (berken) was geen goed timmerhout, en bovendien hadden de bewoners vrijwel al het hout gekapt of verbrand. Het meeste hout en ijzer werd verkregen door handel met Noorwegen en IJsland, en tochten naar Labrador ('Markland') om daar hout te kappen. Hout en ijzer waren hierdoor zo zeldzaam dat houten en ijzeren voorwerpen intensief hergebruikt werden. Er zijn dan ook vrijwel geen ijzeren voorwerpen op Groenland gevonden, omdat die simpelweg te waardevol waren om af te danken. Een andere indicatie is de vondst van een dolk waarvan het lemmet versleten was tot een stomp. Een Groenlands schip was met houten pennen en walvisbalein in elkaar gezet in plaats van met ijzeren nagels. IJzeren wapens en maliënkolders werden een zeldzaamheid; Groenlanders moesten terugvallen op pijl en boog en houten speren. Hierdoor hadden de Groenlanders geen militair voordeel in confrontaties met de Inuit.
De cultuur was uiterst conservatief, mede in stand gehouden door hoofdmannen die weinig waarde hechtten aan veranderingen die hun positie zouden kunnen aantasten. In tegenstelling tot IJsland kon een alleenstaande boerderij niet zelfvoorzienend zijn, derhalve was de optie om bij onvrede weg te gaan en ergens anders een boerderij te beginnen, afwezig. Men was dus sterk op elkaar aangewezen, derhalve was de sociale controle waarschijnlijk groot. Bovendien voelden ze zich Europees en vooral christelijk.
De Indiaanse volkeren van Labrador en Newfoundland, zoals de Beothuk en de Innu, werden geringschattend aangeduid als Skraelingen (vrij vertaald 'schralen', 'stakkers', 'schooiers' of 'ellendelingen'). Deze benaming werd later vanaf de 12e eeuw ook gebruikt tegen andere inheemse Amerikanen zoals de Inuit. 
Vanaf de 12e eeuw breidden de Inuit hun leefgebied vanuit Noordwest-Groenland steeds verder zuidwaarts uit. Ondanks het feit dat de Inuit zich met hun technieken (kajaks, harpoenen) veel beter in de Arctische streken konden handhaven, namen de Groenlanders geen enkele van deze technieken over. Er zijn hooguit bewijzen die kleinschalige handel suggereren, maar er zijn geen aanwijzingen voor gemengde huwelijken. Anderzijds wordt er wel een incident in 1379, waarbij de "Skraelingen" 18 bewoners hadden gedood, vermeld. De aanwijzingen zijn derhalve dat de relaties met de Inuit stroef tot vijandig waren, waarbij de Groenlanders prat gingen op hun Europees-christelijke identiteit en zich tegen de heidense Inuit afzetten.
De nederzettingen waren erg kwetsbaar door de korte groeiseizoenen en door de ecologische beschadigingen die de bewoners zelf onwetend hadden aangericht, onder andere door alle bomen te kappen. Strenge winters en koele zomers leidden bij de slechter gelegen en kleinere boerderijen al snel tot hooi- en voedselgebrek, waardoor voorraden moesten worden aangesproken, dieren geslacht, of hulp van andere boerderijen moest worden gezocht. Het was gebruikelijk dat de grotere rijkere boerderijen de kleinere boerderijen in slechte jaren hielpen de kudde te herstellen. Vooral de kleinere Westelijke Nederzetting die veel noordelijker lag en derhalve een strenger klimaat kende, was kwetsbaar. De hooiopbrengst per hectare was slechts een derde van die van de Oostelijke Nederzetting.

## Verval en ondergang
Vanaf het einde van de dertiende eeuw veranderde het klimaat waardoor het kouder werd en de gletsjers oprukten. Als gevolg hiervan stierven de meeste dieren en werd de zee bezaaid met ijs waardoor scheepvaart vrijwel onmogelijk was. Daarnaast verergerde de toestand toen Noorwegen in 1349 door de pest werd getroffen en de haven van Bergen werd vernietigd in de oorlog tegen de Hanze in 1392. Daardoor stopte de toevoer van goederen en voorraden naar Groenland, bovendien was de handel op Groenland een koninklijk Noors monopolie. De vorstenhuizen van Denemarken, Noorwegen en Zweden werden verenigd in de Unie van Kalmar en de koningen richtten zich vooral op het rijkere Denemarken en hadden weinig belangstelling voor Noorwegen, laat staan Groenland. Bovendien kreeg Europa door de Kruistochten opnieuw toegang tot de markten voor olifantsivoor en was walrusivoor dus minder gewild (na 1400 daalde bovendien de vraag naar ivoor omdat het uit de mode raakte).
Er is na 1400 amper nog schriftelijk bewijs van bezoeken van Europeanen aan Groenland, op een paar onopzettelijke bezoeken van IJslandse schippers die waren afgedreven na. Aangezien handelsmissies naar Groenland toen verboden waren zonder toestemming van de Noorse kroon, schoof de historica Kristen Seaver in haar boek The Frozen Echo (1996) de theorie naar voren dat de schippers die voor een rechtbank beweerden per ongeluk naar Groenland afgedreven te zijn, dit in feite bewust deden om handel te voeren maar hierover logen om zichzelf vrij te pleiten van schuld.
De laatste gedocumenteerde notitie uit de Noorse koloniën zelf was een huwelijk in 1408 in de Oostelijke Nederzetting. Na het verslag van een bruiloft tussen Sigrid Bjarnardóttir en Thorstein Olafsson in 1408 zijn er geen bronnen meer. De Deense cartograaf Claudius Clavus zou de Oostelijke Nederzetting in 1420 bezocht hebben. In 1448 gelastte paus Nicolaas V dat priesters en een bisschop naar Groenland gestuurd moesten worden, omdat ze door aanvallen van 'heidenen' al 30 jaar verstoken waren van geestelijke bijstand.
Hoewel de connectie met Noorwegen al decennia verbroken was, was er gedurende een groot deel van de 15e eeuw nog internationale handel met de Noordse Groenlanders, zeer waarschijnlijk met Engelse handelaars die toen een dominante positie bekleedden in IJsland. Dit blijkt uit enkele archeologische vondsten van Europese goederen in de Oostelijke Nederzetting. Zij vormen het bewijs van menselijke aanwezigheid, die voldoende interessant was om handelaars te lokken, tot zeker in de jaren 1480.
Vermoedelijk is de Oostelijke nederzetting opgeheven aan het einde van de 15e eeuw, hoewel er geen exacte datum is vastgesteld. Hoe deze bevolking precies is verdwenen is tot op de dag van vandaag een raadsel. Er zijn verschillende theorieën over wat er gebeurd kan zijn. De Inuit hebben ze waarschijnlijk niet uitgeroeid, aangezien zij er de middelen niet voor hadden. Wel stonden de vijandige relaties met de Inuit aan eventuele handelsbetrekkingen die de Groenlanders hadden kunnen redden in de weg, bovendien namen ze hun veel efficiëntere technieken niet over. Daarbij deden de Groenlanders ook minder aan visvangst, en hadden ze in tegenstelling tot de Inuit geen jachttechniek ontwikkeld om op ringelrobben te jagen, de enige zeehondensoort die overbleef nadat de rest door het oprukkend poolijs was verdreven. Een andere theorie gaat uit van erg grote klimaatveranderingen (de Kleine IJstijd). Ook zou het gebeurd kunnen zijn door een rupsenplaag of massale emigratie naar Noord-Amerika. 
Een recentere theorie van de Harvard-universiteit oppert dat het de zeespiegelstijging was die de kolonieën heeft weggevaagd. Hoewel afkoeling in principe tot zeespiegeldaling leidt, drukte de groeiende ijskap Groenland naar beneden. Daarbij ontstond extra zeespiegelstijging door de aantrekkingskracht die de ijsmassa op het omliggende water uitoefende. Dit deed de kustlijn landinwaarts schuiven en zette de laagst gelegen gebieden die nou net de weinige vruchtbare gebieden en woonlocaties waren, onder water.
Het is goed mogelijk dat een samenloop van al deze factoren de kolonie uiteindelijk de das heeft omgedaan. Gedateerde overblijfselen suggereren dat op het laatst de bewoners honden en kalfjes slachtten en opaten in de lente en koeien tot hun hoeven toe opaten; een teken dat de honger zo groot was dat niet meer aan de toekomst werd gedacht. Het feit dat in lagen uit deze tijd koudeminnende in plaats van warmteminnende insectenlijkjes zijn gevonden, duidt ook op een brandstofgebrek. Er zijn aanwijzingen dat met name de kleinere kwetsbare boerderijen stuk voor stuk aan voedsel- en brandstofgebrek ten onder gingen en werden verlaten. Hierdoor weken steeds meer mensen uit naar de grotere rijkere boerderijen die het zelf al niet breed hadden en nu steeds meer mensen moesten voeden. Uiteindelijk bezweken de grotere rijkere boerderijen ook onder de druk.
De kleinste Middelste Nederzetting werd het eerst verlaten, gevolgd door de noordelijker gelegen en kwetsbare Westelijke Nederzetting rond 1350. De Oostelijke Nederzetting hield het nog tot de late 15e eeuw uit.

## Nieuwe kolonisatie
Na de afscheiding van Zweden uit de Kalmarunie maakte de Deense koning in 1536 een einde aan de formele onafhankelijkheid van Noorwegen en degradeerde dit tot een Deense provincie met enig zelfbestuur. Noorse overzeese bezittingen, (IJsland, Groenland en de Faeröer-eilanden) werden het bezit van de Deense kroon. In 1605 claimde de Deense koning Christiaan IV op grond hiervan Groenland als kolonie. Er werden expedities uitgerust om de ruïnes van de Oostelijke Nederzetting terug te vinden, maar vanwege de misleidende naam werd tevergeefs langs de oostkust van Groenland gezocht. Het duurde tot 1721 tot er permanente vestiging kwam. Met het Verdrag van Kiel in 1814 werd Noorwegen zonder overzeese bezittingen aan Zweden overgedragen, Groenland bleef dus bij Denemarken. Toen Noorwegen in 1905 onafhankelijk werd, legde het in de jaren '30 een claim op delen van Groenland (Eirik Raudes Land), gedeeltelijk vanuit de wens ook koloniën te bezitten, en gedeeltelijk gebaseerd op de gedachte dat Noorwegen een zeker recht op Groenland had en Denemarken onrechtmatig jegens Noorwegen had gehandeld. Pas nadat Denemarken in 1940-1945 door de Duitsers bezet was tijdens de Tweede Wereldoorlog, kon Groenland de koloniale status in 1953 afwerpen en kreeg het autonomie.